# Islandia en los Juegos Olímpicos de Cortina d'Ampezzo 1956
Islandia estuvo representada en los Juegos Olímpicos de Cortina d'Ampezzo 1956 por siete deportistas, seis hombres y una mujer, que compitieron en dos deportes.
El equipo olímpico islandés no obtuvo ninguna medalla en estos Juegos.